# Rosina Heikel
Emma Rosina Heikel (17 de marzo de 1842 - 13 de diciembre de 1929) fue una médica y feminista finlandesa. En 1878 fue la primera doctora de su país, especialista en ginecología y pediatría.

## Primeros años y formación
Heikel nació en Kraskinen el 17 de marzo de 1842, hija de Carl Johan Heikel y Kristina Elisabet Dobbin. Su padre fue alcalde de Oulu y Kokkola, mientras que sus dos hermanos, Alfred y Emil, estudiaron Medicina. Ella fue a la escuela en Vaasa, Jakobstad, Porvoo y Helsinki y era buena alumna. Desde una edad muy temprana consideraba que el acceso a la educación debería ser equitativo para todos, más allá de su género, y en 1862 decidió ser médica, como sus hermanos. En esa época, las universidades de su país no permitían que las mujeres estudiaran Medicina, con lo cual viajó a Suecia para formarse en fisioterapia en el Instituto Gimnástico de Estocolmo. Finalizó sus estudios en 1866 y regresó a la capital, donde realizó un curso de obstetricia un año más tarde. Regresó a Estocolmo en 1869 para seguir especializándose en anatomía y fisiología.
En 1870 se le permitió asistir a clases de fisiología en la Universidad de Helsinki y en 1871 recibió un permiso especial para estudiar la carrera de Medicina en dicha institución. Obtuvo su título de grado en Medicina en 1878, lo que la convirtió en la primera médica de Finlandia y de los países nórdicos.

## Carrera

### Medicina
Heikel recibió una licencia limitada para ejercer la Medicina, que le permitía solamente tratar a mujeres y niños. Durante 1878, trabajó en Estocolmo y Copenhague, y se trasladó a Vaasa en 1879 para especializarse en salud de mujeres y niños. No se pudo registrar como miembro de la Sociedad Médica Finlandesa hasta 1884. En 1883 se creó para ella el puesto de ginecóloga de la ciudad de Helsinki, y en 1889 fue rebautizado como «ginecóloga y pediatra de la ciudad». Heikel permaneció en el puesto hasta 1901 y a la vez conservó su práctica privada en la capital de Finlandia hasta 1906.

### Activismo
Además de médica, Heikel era una activista del movimiento por los derechos de la mujer y de la asociación feminista Naisasialiitto Unioni. Defensora de la educación de la mujer, ayudó a fundar Konkordia-liitto, una organización para académicas. En 1888, durante una reunión de la Sociedad Médica Finlandesa, opinó en contra de la prostitución legal y en 1892 alentó a la Naisasialiitto Unioni a promover la igualdad de oportunidades educativas para niños y niñas. También dirigió una workhouse para niños y trabajó por su salud entre la población rural de su país.

## Fallecimiento
Heikel falleció el 13 de diciembre de 1929 en Helsinki, sin familia que la sobreviviera.  Sus restos descansan en el Cementerio de Hietaniemi en dicha ciudad.